# Tommy Taylor
Thomas Taylor (29 tháng 1 năm 1932 – 6 tháng 2 năm 1958) là một cầu thủ bóng đá người Anh, người nổi tiếng với khả năng không chiến. Anh ấy là một trong tám cầu thủ Manchester United đã thiệt mạng trong Thảm họa hàng không Munchen.

## Cuộc đời và sự nghiệp

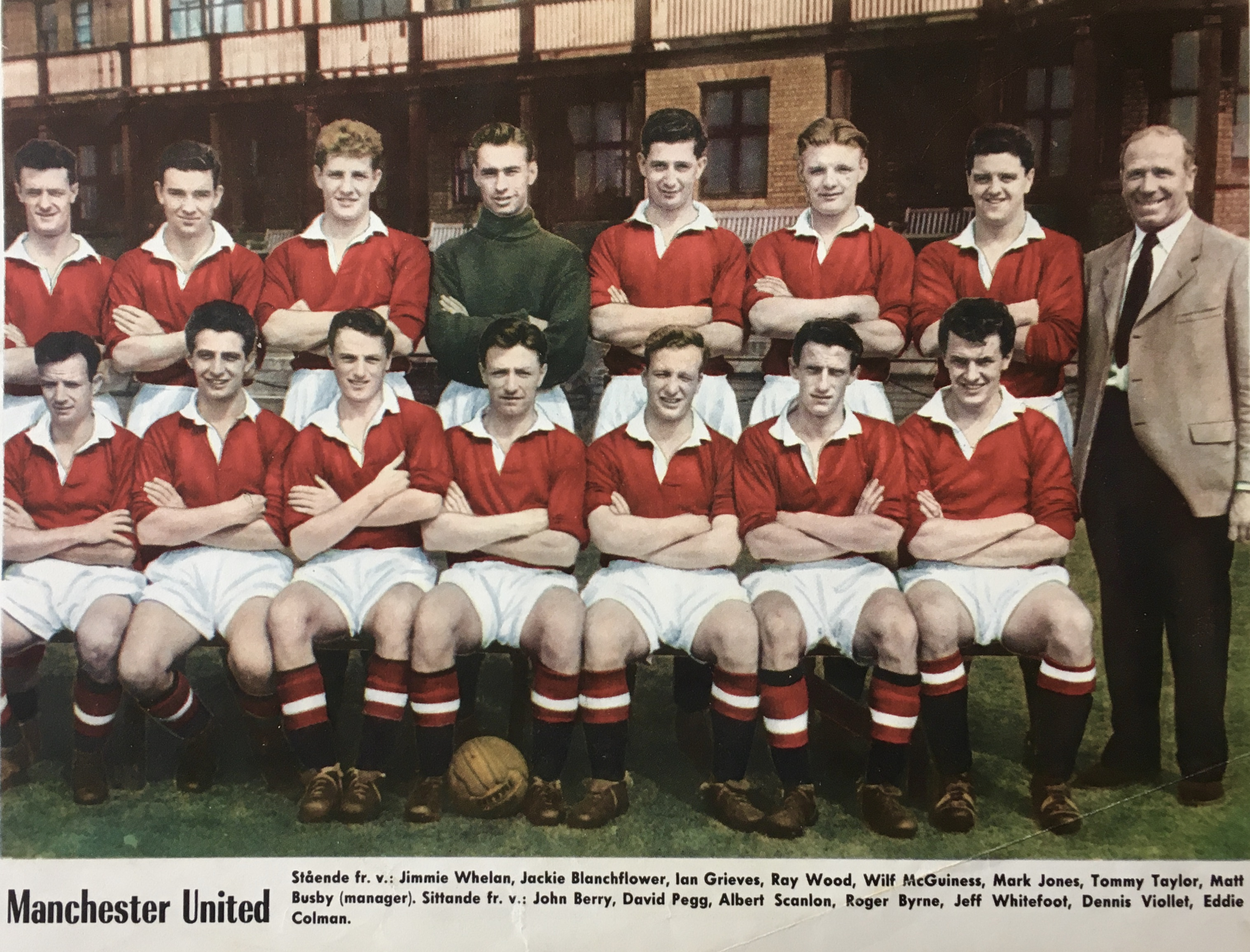
Tommy Talor (hàng thứ hai từ phải sang) trong một tấm ảnh chụp đội hình Manchester United năm 1957

Tommy Taylor sinh ra ở Smithies, Barnsley, vào ngày 29 tháng 1 năm 1932, là một trong sáu người con của Charles và Violet Taylor. Anh từng là một học sinh tại trường cấp hai Raley Modern trước khi rời đi vào năm 1947. Anh ấy bắt đầu sự nghiệp của mình khi chơi cho một đội khai thác than địa phương tại nhà máy nơi anh ấy làm việc. Hai năm sau, anh ký hợp đồng với Barnsley F.C. Anh có trận ra mắt đội đầu tiên vào ngày 7 tháng 10 năm 1950, trong chiến thắng 3–1 trên sân nhà trước Grimsby Town . Trong trận đấu tiếp theo, vào ngày 4 tháng 11 năm 1950, anh ghi một hat-trick trong chiến thắng 7–0 trước Queens Park Rangers.. Tổng cộng, anh đã ghi được bảy bàn thắng trong mười hai lần ra sân trong các năm 1950–51. Khi chơi cho Barnsley, anh thực hiện quân dịch trong Quân đội Anh . Không lâu sau đó, Taylor đã thu hút được sự quan tâm của các câu lạc bộ ở giải hạng nhất.
Sau khi ghi 28 bàn sau 46 trận cho Barnsley, đội bóng đã không thể tiến xa hơn ở Football League Second Division, Taylor chuyển đến đương kim vô địch Football League First Division Manchester United vào tháng 3 năm 1953 với mức phí bất thường là 29.999 bảng Anh. Sir Matt Busby không muốn tạo áp lực cho Taylor, ở tuổi 21 với cái mác là một "cầu thủ trị giá 30.000 bảng", vì vậy ông đã lấy tờ 1 bảng từ ví của mình và đưa cho người phụ nữ phục vụ trà trong cuộc đàm phán. Vào thời điểm đó, anh là một trong những cầu thủ đắt giá nhất của bóng đá Anh và cũng là đối tượng quan tâm của các câu lạc bộ bao gồm Sheffield Wednesday, Derby County và Wolverhampton Wanderers.
Anh ấy đã có một khởi đầu tuyệt vời, ghi hai bàn trong trận ra mắt. Vào cuối mùa giải 1952–53, Taylor đã ghi được bảy bàn thắng trong 11 trận đầu tiên cho United. Ông đóng một vai trò quan trọng trong việc United giành chức vô địch giải hạng nhất 1955–56 và 1956–57 và ghi bàn trong trận chung kết FA Cup 1957, khi United bỏ lỡ cơ hội giành cú đúp khi họ thua 2–1 trước Aston Villa (đội bóng nắm giữ kỉ lục về số lần vô địch FA Cup với bảy chiếc cúp). Taylor cũng giúp United lọt vào bán kết Cúp C1 châu Âu mùa giải 1956–57, khi họ là đội bóng đầu tiên đầu tiên của Football League tham gia các giải đấu cấp câu lạc bộ hàng đầu châu Âu.
Vai trò của Taylor đến mức Matt Busby quyết định từ chối lời đề nghị trị giá 65.000 bảng cho anh từ Internazionale vào mùa hè năm 1957. Nếu thỏa thuận được thông qua, đây sẽ là một trong những khoản phí chuyển nhượng đắt nhất bóng đá thế giới vào thời điểm đó.
Vào thời điểm anh nổi lên, nhiều người coi Taylor là sự thay thế hoàn hảo cho Nat Lofthouse ở đội hình Tam Sư. Tổng cộng, anh ra sân 19 lần cho đội tuyển Anh, ghi được 16 bàn thắng. Lần khoác áo đầu tiên của anh ấy diễn ra vào ngày 17 tháng 5 năm 1953 và một tuần sau, anh ấy đã ghi bàn lần đầu tiên ở cấp độ quốc tế cao cấp trong chiến thắng 2–1 giao hữu trước Chile. Anh lập được hai cú hat-trick cho đội tuyển Anh, lần đầu tiên trong chiến thắng 5–2 trước Đan Mạch vào ngày 5 tháng 12 năm 1956, lần thứ hai trong chiến thắng 5–1 trước Cộng hòa Ireland vào ngày 8 tháng 5 năm 1957. Lần xuất hiện cuối cùng của anh cho đội tuyển Anh là vào ngày 27 tháng 11 năm 1957 trong trận đấu với những chú gà trống Gô-Loa, trong đó anh lập cú đúp trong chiến thắng 4–0 .
Taylor qua đời trong Thảm họa hàng không Munchen, ở tuổi 26, vào ngày 6 tháng 2 năm 1958. Trước đó anh đã đính hôn với vị hôn thê Carol.
Thi hài Taylor được chôn cất tại nghĩa trang Monk Bretton ở quê hương Barnsley .
Vào ngày 8 tháng 7 năm 2011, một tấm bảng màu xanh lam đã được công bố tại số 22 đường Greatstone ở Stretford. Đây là một ngôi nhà trọ vào những năm 1950 và Manchester United đã sử dụng nó làm nơi ở cho các cầu thủ vẫn còn độc thân - đặc biệt là những người có gia đình không sống tại địa phương. Taylor đã sống ở đó với các cầu thủ bao gồm David Pegg và Mark Jones cho đến khi những cầu thủ này qua đời trong thảm họa Munich, lúc đó Jones đã kết hôn và rời khỏi nhà. Một số cầu thủ sống sót sau vụ tai nạn hoặc không có mặt trên máy bay cũng đã đến nghỉ tại ngôi nhà này. Bà chủ nhà là Margaret Watson.
Tấm bảng được tài trợ bởi Trường Trung học Stretford (chỉ cách đó 50 thước) và ra đời là kết quả của một dự án lịch sử địa phương do các học sinh tại trường thực hiện. Tấm bảng do trọng tài cricket Dickie Bird, người học cùng trường với Taylor ở Barnsley, công bố.

## Thống kê sự nghiệp
| Câu lạc bộ          | Câu lạc bộ          | Giải VĐQG | Giải VĐQG | Cúp quốc gia | Cúp quốc gia | Quốc tế | Quốc tế | Khác | Khác | Tổng cộng | Tổng cộng |
| Câu lạc bộ          | Mùa giải            | Trận      | Bàn       | Trận         | Bàn          | Trận    | Bàn     | Trận | Bàn  | Trận      | Bàn       |
| ------------------- | ------------------- | --------- | --------- | ------------ | ------------ | ------- | ------- | ---- | ---- | --------- | --------- |
| Barnsley            | 1950–51             | 12        | 7         | 0            | 0            | —       | —       | —    | —    | 12        | 7         |
| Barnsley            | 1951–52             | 4         | 0         | 0            | 0            | —       | —       | —    | —    | 4         | 0         |
| Barnsley            | 1952–53             | 28        | 19        | 2            | 2            | —       | —       | —    | —    | 30        | 21        |
| Barnsley            | Tổng cộng           | 44        | 26        | 2            | 2            | —       | —       | —    | —    | 46        | 28        |
| Manchester United   | 1952–53             | 11        | 7         | 0            | 0            | —       | —       | —    | —    | 11        | 7         |
| Manchester United   | 1953–54             | 35        | 22        | 1            | 1            | —       | —       | —    | —    | 36        | 23        |
| Manchester United   | 1954–55             | 30        | 20        | 1            | 0            | —       | —       | —    | —    | 31        | 20        |
| Manchester United   | 1955–56             | 33        | 25        | 1            | 0            | —       | —       | —    | —    | 34        | 25        |
| Manchester United   | 1956–57             | 32        | 22        | 4            | 4            | 8       | 8       | 1    | 0    | 45        | 34        |
| Manchester United   | 1957–58             | 25        | 16        | 2            | 0            | 6       | 3       | 1    | 3    | 34        | 22        |
| Manchester United   | Tổng cộng           | 166       | 112       | 9            | 5            | 14      | 11      | 2    | 3    | 191       | 131       |
| Tổng cộng sự nghiệp | Tổng cộng sự nghiệp | 210       | 138       | 11           | 7            | 14      | 11      | 2    | 7    | 237       | 159       |

### Bàn thắng quốc tế
| #  | Ngày                 | Địa điểm                                                       | Đối thủ          | Phút | Bàn thắng | Tỉ số chung cuộc | Giải đấu                      |
| -- | -------------------- | -------------------------------------------------------------- | ---------------- | ---- | --------- | ---------------- | ----------------------------- |
| 1  | 24 tháng 5 năm 1953  | Sân vận động Quốc gia Julio Martínez Prádanos, Santiago, Chile | Chile            | 48'  | 1*–0      | 2–1              | giao hữu                      |
| 2  | 31 tháng 5 năm 1953  | Sân vận động Centenario, Montevideo, Uruguay                   | Uruguay          | 89'  | 1*–2      | 1–2              | giao hữu                      |
| 3  | 9 tháng 5 năm 1956   | Wembley, London, Anh Quốc                                      | Brasil           | 3'   | 1*–0      | 4–2              | giao hữu                      |
| 4  | 9 tháng 5 năm 1956   | Wembley, London, Anh Quốc                                      | Brasil           | 65'  | 3*–2      | 4–2              | giao hữu                      |
| 5  | 28 tháng 11 năm 1956 | Wembley, London, Anh Quốc                                      | Nam Tư           | 65'  | 2*–0      | 3–0              | giao hữu                      |
| 6  | 28 tháng 11 năm 1956 | Wembley, London, Anh Quốc                                      | Nam Tư           | 89'  | 3*–0      | 3–0              | giao hữu                      |
| 7  | 5 tháng 12 năm 1956  | Sân vận động Molineux, Wolverhampton, Anh Quốc                 | Đan Mạch         | 18'  | 1*–0      | 5–2              | Vòng loại FIFA World Cup 1958 |
| 8  | 5 tháng 12 năm 1956  | Sân vận động Molineux, Wolverhampton, Anh Quốc                 | Đan Mạch         | 20'  | 2*–0      | 5–2              | Vòng loại FIFA World Cup 1958 |
| 9  | 5 tháng 12 năm 1956  | Sân vận động Molineux, Wolverhampton, Anh Quốc                 | Đan Mạch         | 48'  | 3*–1      | 5–2              | Vòng loại FIFA World Cup 1958 |
| 10 | 8 tháng 5 năm 1957   | Wembley, London, Anh Quốc                                      | Cộng hòa Ireland | 8'   | 1*–0      | 5–1              | Vòng loại FIFA World Cup 1958 |
| 11 | 8 tháng 5 năm 1957   | Wembley, London, Anh Quốc                                      | Cộng hòa Ireland | 17'  | 2*–0      | 5–1              | Vòng loại FIFA World Cup 1958 |
| 12 | 8 tháng 5 năm 1957   | Wembley, London, Anh Quốc                                      | Cộng hòa Ireland | 40'  | 4*–0      | 5–1              | Vòng loại FIFA World Cup 1958 |
| 13 | 15 tháng 5 năm 1957  | Idrætsparken, Copenhagen, Đan Mạch                             | Đan Mạch         | 71'  | 2*–1      | 4–1              | Vòng loại FIFA World Cup 1958 |
| 14 | 15 tháng 5 năm 1957  | Idrætsparken, Copenhagen, Đan Mạch                             | Đan Mạch         | 86'  | 4*–1      | 4–1              | Vòng loại FIFA World Cup 1958 |
| 15 | 27 tháng 11 năm 1957 | Wembley, London, Anh Quốc                                      | Pháp             | 3'   | 1*–0      | 4–0              | giao hữu                      |
| 16 | 27 tháng 11 năm 1957 | Wembley, London, Anh Quốc                                      | Pháp             | 33'  | 3*–0      | 4–0              | giao hữu                      |

## Danh hiệu
- Football League First Division: 1955-56; 1956-57.
- Siêu cúp Anh: 1956; 1957.